# Жельо Желев (футболист)
Жельо Желев е български футболист, полузащитник в отбора на Берое. Висок е 180 см и тежи 68 кг. Преди да подпишие професионален договор с Берое се е състезавал за Траяна (Стара Загора) (юноши). Играл е още за отборите на ЦСКА (София), Конелиано, Ботев (Пловдив), Локомотив (Стара Загора), Вихрен (Сандански). Има участия в юношеския национален отбор на България, 42 официални срещи в А група.